# Montigny-sur-Loing
Montigny-sur-Loing – miejscowość i gmina we Francji, w regionie Île-de-France, w departamencie Sekwana i Marna.
Według danych na rok 1990 gminę zamieszkiwały 2553 osoby, a gęstość zaludnienia wynosiła 277 osób/km² (wśród 1287 gmin regionu Île-de-France Montigny-sur-Loing plasuje się na 433. miejscu pod względem liczby ludności, natomiast pod względem powierzchni na miejscu 416.).